# Флаг Республики Сербской
Флаг Респу́блики Се́рбской (серб. Застава Републике Српске, босн. и хорв. Zastava Republike Srpske) — де-факто флаг Респу́блики Се́рбской, основан на красно-сине-белом сербском триколоре.
Несмотря на то, что Конституционный суд Боснии и Герцеговины объявил герб Республики Сербской неконституционным, утверждая, что он не представляет несербское население, также проживающее в данном энтитете, флагу Республики Сербской позволили остаться неизменным. Комбинация цветов представляет собой национальный флаг сербов, но сами цвета могут ассоциироваться не только с сербами, а со славянами вообще.
Республика Сербская является частью Боснии и Герцеговины, у которой есть свой собственный флаг.

## Панславянские цвета
В 1848 году участники Славянского съезда в Праге приняли решение, что они возьмут за основу для флагов своих освободительных движений цвета российского бело-сине-красного флага. С использованием сочетания этих трёх цветов были созданы флаги целого ряда славянских государств и народов — словаков (с 1848 года; позднее, в 1938—1945 годах и с 1990 года — Словакии), Словении, Хорватии, Сербии, Черногории (до 2004 года), бывшей Югославии, Болгарии (с заменой синего цвета на зелёный), лужицких сербов и русинов. С учётом российского флага был также разработан флаг Чехословакии (ныне флаг Чехии).
- Государственный флаг Сербии
- Гражданский флаг Сербии
- Флаг Республики Сербской
- Флаг автономной Словакии[англ.] (1938—1939), Словацкой республики (1939—1945), Словацкой республики в составе ЧСФР (1990—1992)
- Флаг Словакии
- Флаг Словении
- Флаг Черногории
(до 2004 года)

В некоторых случаях совпадение цветов флагов с панславянскими не является намеренным и никак не связано с государственным флагом России (как, например, флаг Азании).

## Галерея
- Неофициальный флаг Республики Сербской с сербским крестом
- Неофициальный флаг Республики Сербской с гербом
- Неофициальный флаг Республики Сербской со старым гербом
- Гражданский флаг Республики Сербской

### Штандарты
- Штандарт президента Республики Сербской (1995-2007)
- Штандарт президента Республики Сербской (с 2007 года)
- Штандарт премьер-министра Республики Сербской (1995-2007)
- Штандарт председателя Народной скупщины Республики Сербской (1995-2007)
- Штандарт министра обороны Республики Сербской (1995–2007)